# Lufira (Malawisee)
Der Lufira ist ein Fluss in Malawi.

## Verlauf
Er entspringt in den regenreichen Musuku Hills 20 Kilometer östlich von Chitipa, um nach nur 70 Kilometern etwa 10 Kilometer nördlich von Karonga in den Malawisee zu münden.
Der Fluss ist nicht zu verwechseln mit dem Lufira (Lualaba) in der Demokratischen Republik Kongo.

## Fischerei
Die Flüsse Bua, Dwangwa, Lilongwe, Lufira, Nördlicher Rukuru, Songwe, Südlicher Rukuru haben zusammen laut FAO ein Fischfangpotential von 15.000 t jährlich. Tatsächlich gefangen werden zwischen 4.000 und 17.000 t.